# Bistum Mahajanga
Das Bistum Mahajanga (lat.: Dioecesis Mahagianganus) ist eine in Madagaskar gelegene römisch-katholische Diözese mit Sitz in Mahajanga.

## Geschichte
Das Bistum Mahajanga wurde am 15. März 1923 durch Papst Pius XI. aus Gebietsabtretungen des Apostolischen Vikariates Diégo-Suarez als Apostolisches Vikariat Majunga errichtet. Das Apostolische Vikariat Majunga gab am 8. Januar 1931 Teile seines Territoriums zur Gründung der Apostolischen Präfektur Morondava ab.
Am 14. September 1955 wurde das Apostolische Vikariat Majunga durch Papst Pius XII. zum Bistum erhoben. Das Bistum Majunga wurde am 28. Oktober 1989 in Bistum Mahajanga umbenannt. Am 18. Oktober 1993 gab das Bistum Mahajanga Teile seines Territoriums zur Gründung des Bistums Port-Bergé ab.
Am 8. Februar 2017 gab es Gebietsanteile im Umfang einer Pfarrei zur Errichtung des Bistums Maintirano ab.
Das Bistum Majunga ist dem Erzbistum Antsiranana als Suffraganbistum unterstellt.

## Ordinarien

### Apostolische Vikare von Majunga
- Paul Pichot CSSp, 1923–1940
- Edmond Wolff CSSp, 1941–1947, dann Apostolischer Vikar von Diégo-Suarez
- Jean Batiot CSSp, 1947–1953
- Jean Eugène Gabriel David CSSp, 1954–1955

### Bischöfe von Majunga
- Jean Eugène Gabriel David CSSp, 1955–1978
- Armand Gaétan Razafindratandra, 1978–1989

### Bischöfe von Mahajanga
- Armand Gaétan Razafindratandra, 1989–1994, dann Erzbischof von Antananarivo
- Michel Malo Ist. del Prado, 1996–1998, dann Erzbischof von Antsiranana
- Joseph Ignace Randrianasolo, 1999–2010
- Roger Victor Rakotondrajao, 2010–2018
- Zygmunt Robaszkiewicz MSF, seit 2022